# Bulletin de la Grande Armée

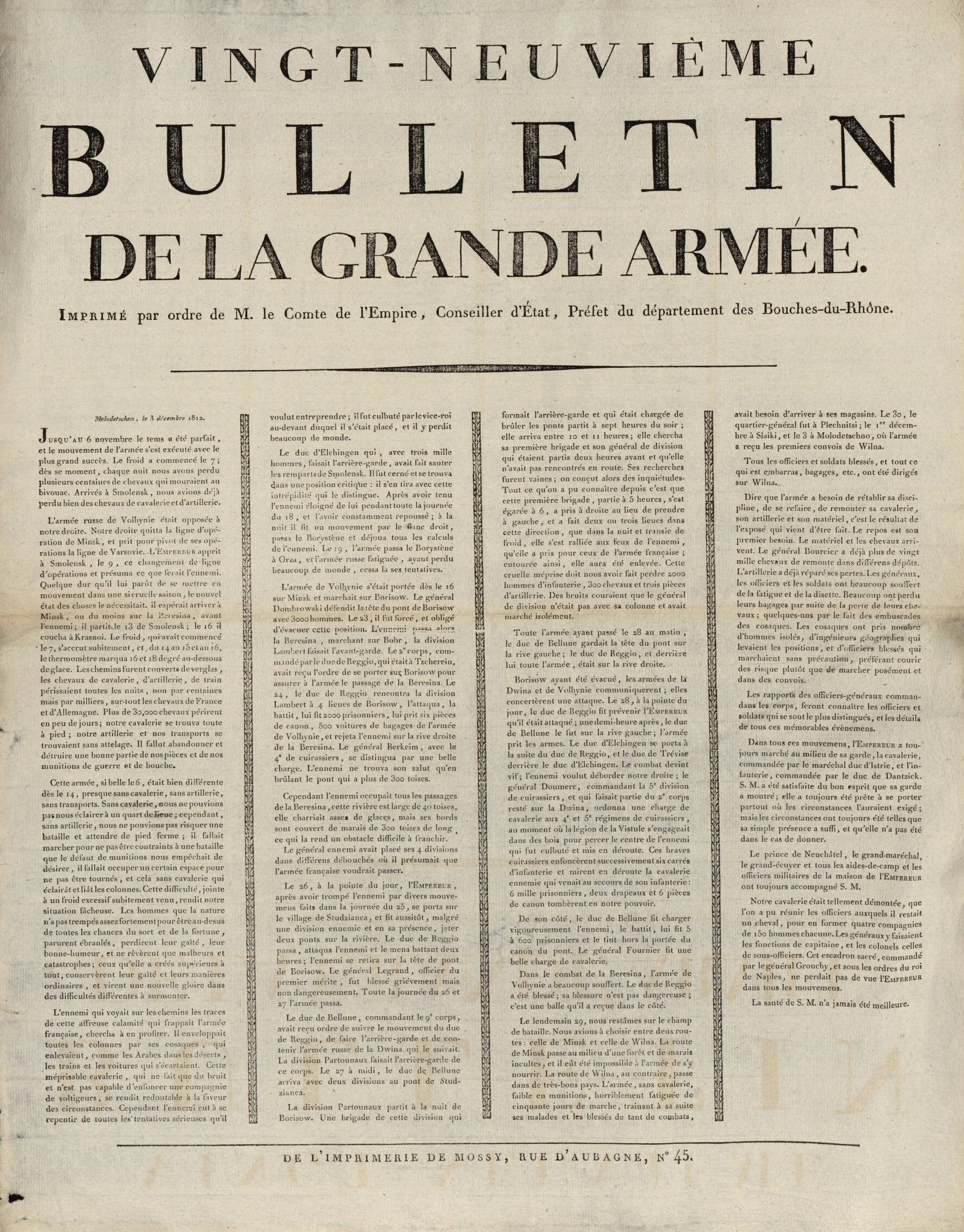
29. Bulletin

Der Begriff Bulletin de la Grande Armée wurde nur in Frankreich in der Zeit des Ersten Kaiserreichs verwendet.
Diese Bulletins berichteten exklusiv über die erfolgten und geplanten Aktivitäten der Grande Armée und deren Gegner. Von Zeit zu Zeit wurden auch begeisterte Kommentare über Soldaten, Offizieren und Einheiten abgegeben, die sich in Schlachten oder sonst irgendwie verdient gemacht hatten.
Veröffentlicht wurden die Bulletins nur im offiziellen Regierungsorgan Le Moniteur universel, (umgangssprachlich auch einfach nur „Moniteur“ genannt). Kopien wurden jeweils den lokalen Verwaltungen zur Verfügung gestellt sowie an den Wänden von öffentlichen Gebäuden angeschlagen.
Die Bulletins wurden nicht nur für die Soldaten der Grande Armée ausgefertigt, denen sie einen Überblick über die Aktionen der Armee boten, sie waren auch an die Öffentlichkeit und an ausländische Regierungen gerichtet.
Die Bulletins de la Grande Armée nahmen es mit der Wahrheit nicht sehr genau und galten im Allgemeinen als reines Propagandamittel. Die Unglaubwürdigkeit führte so weit, dass sich bald unter den Grognards der Ausdruck einbürgerte: „menteur comme un Bulletin“ („verlogen wie ein Bulletin“).
Anzahl der Bulletins
- 1805 bis 1806: 38 Bulletins
- 1806 bis 1807: 87 Bulletins
- 1809: 30 Bulletins
- 1812: 29 Bulletins

1813 und 1814 wurden die Bulletins durch offizielle Berichte (rapports officiels) ersetzt.